# Dòng Nữ Salêdiêng Don Bosco

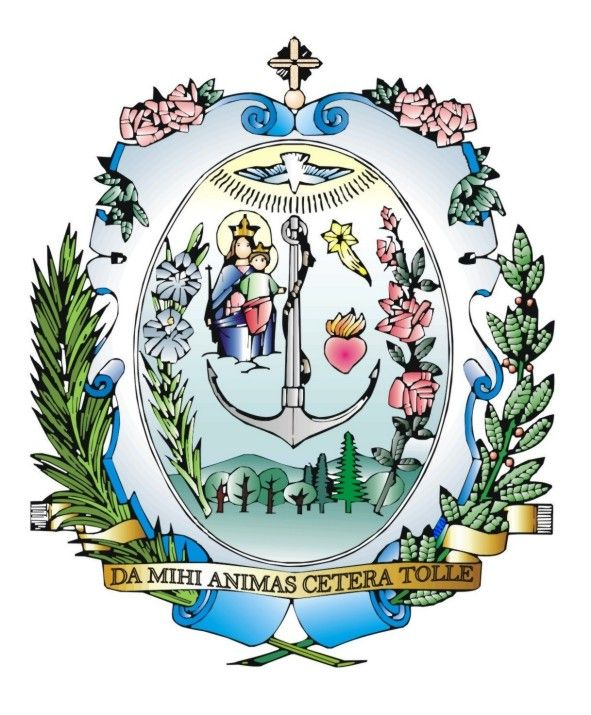
Huy hiệu Dòng nữ tu Salêdiêng Don Bosco

Dòng nữ tu Salêdiêng Don Bosco, còn gọi là Dòng Con Đức Mẹ phù hộ (tiếng Latin: Congregatio Filiarum Mariae Auxiliatricis), là một dòng nữ tu Công giáo do Giovanni Bosco và Maria Mazzarello sáng lập vào năm 1872 với mục đích thành lập một tu hội của các nữ tu sĩ tình nguyện làm công tác giáo dục từ thiện cho trẻ em, đặc biệt là phụ nữ trẻ và trẻ em gái, theo tinh thần của Dòng Salêdiêng Don Bosco trên toàn thế giới.

## Lịch sử hình thành
Bên cạnh các hoạt động của Dòng Salêdiêng Don Bosco, người sáng lập Dòng, Giovanni Bosco, cũng chú ý đến việc xây dựng một tu hội dành cho các nữ tu sĩ hoạt động trên tinh thần của Dòng. Ngày 5 tháng 8 năm 1872 tại Mornese (Alessandria, Ý), Linh mục Giovanni Bosco và Đức ông Joseph Sciandra, Giám mục thành Acqui, đã quy tụ một nhóm các nữ tu đầu tiên của tu hội Dòng Con Đức Mẹ phù hộ để ăn mừng nhập học của họ để tập viện. Nữ tu Maria Mazzarello được cử làm Bề trên Cả đầu tiên của tu hội.
| “                                      | "Thông qua như một món quà của Chúa Thánh Thần và sự can thiệp trực tiếp của Đức Maria, Thánh Gioan Bosco thành lập Viện nghiên cứu như là một ứng nhiệm của sự cứu rỗi cho những niềm hy vọng sâu sắc của các nữ tu. Thiên Chúa phú cho họ với một di sản tinh thần, đã có cảm hứng trong các tổ chức từ thiện của Chúa Kitô Mục Tử Nhân Lành, và truyền đạt cho nó một động lực truyền giáo. | ” |
| — Hiến pháp của Viện Con Đức Mẹ phù hộ | |   |

## S. Maria Domenica Mazzarello (1837-1881)
Người sáng lập của FMA Phong Á Thánh vào 20/11/38 phong thánh vào 24/06/51
Các phác thảo lịch sử tiểu sử của Maria Domenica Mazzarello là tương đối ngắn (44 năm) và có thể được khớp trong bốn giai đoạn được đánh dấu bằng một sự trưởng thành đặc biệt trong đời sống Kitô hữu và dâng hiến.
Các giai đoạn đầu tiên bao gồm mười ba tuổi, từ sơ sinh đến Mornese, trong Monferrato (1837) cho tiên thông (1850). Những năm qua đã được chi tiêu trong một môi trường gia đình đặc trưng của đời sống Kitô hữu vững chắc và làm việc không mệt mỏi của người nông dân. Thông minh, ý chí mạnh mẽ và phong phú với tình cảm, Maria Domenica mở ra cho đức tin đi kèm với cha mẹ và khôn ngoan của mình tinh thần giám đốc Don Domenico Pestarino.
Trong giai đoạn thứ hai (1850-1860) có một nội tâm đặc biệt của đức tin từ cuộc họp của Bí Tích Thánh Thể, dẫn của mình để tặng tuổi trẻ của mình cho Chúa bằng lời khấn trinh và tham gia mạnh mẽ trong đời sống giáo xứ, đặc biệt là thông qua Liên minh của con gái của Thánh Đức Maria Vô Nhiễm.
Ở tuổi 23, ông ngã bệnh sốt phát ban và bệnh đã đưa cô đến bờ vực của cái chết có trong một sự cộng hưởng sâu sắc của mình. Cho cuộc sống trong các lĩnh vực, không chỉ cho sự mất mát của sức mạnh vật lý mà ông đã được hưởng trước đây, mà còn bởi vì cô ấy là trong một trực giác của giáo dục rõ ràng. Ông là dành riêng cho giáo dục của các cô gái trẻ trong cả nước thông qua một hội thảo may, một nhà nguyện lễ hội và một nhà nuôi dưỡng cho trẻ em không có gia đình.
Trong giai đoạn thứ ba (1860-1872) nó được nhìn thấy nhiều hơn và mở cửa cho kế hoạch của Thiên Chúa hơn cô được đáp ứng với s. Gioan Bosco (1864), đáp ứng đầy đủ hơn ý đồ của việc tông đồ. Họ cùng nhau thành lập ngày 05 tháng 8 năm 1872 trong một gia đình tôn giáo mới trong Giáo hội vì lợi ích của những người trẻ tuổi, trong đó có Don Bosco là người sáng lập và đồng người sáng lập, do đó, Maria Domenica.
Trong giai đoạn thứ tư, người cuối cùng của cuộc đời mình (1872-1881) Maria Domenica Mazzarello bài tập làm mẹ thiêng liêng của mình thông qua sự hình thành của các chị em, những chuyến đi Mẹ đã tiến hành đến thăm các cơ sở mới, sự gia tăng mở rộng el 'truyền giáo của Viện, chữ viết, món quà hàng ngày của cuộc sống, tiêu thụ trong việc thực hiện các "bệnh nhân từ thiện và tốt bụng. " Mẹ qua đời tại Nizza Monferrato 14 Tháng Năm 1881
Mẹ còn để lại cho con cái của mình một truyền thống giáo dục mạnh mẽ, Thiên Chúa đã làm cho món quà của sự sáng suốt và làm cho nó đơn giản và khôn ngoan người phụ nữ. Lễ phụng vụ của Mẹ được tổ chức vào ngày 13 tháng 5.

## Hình ảnh

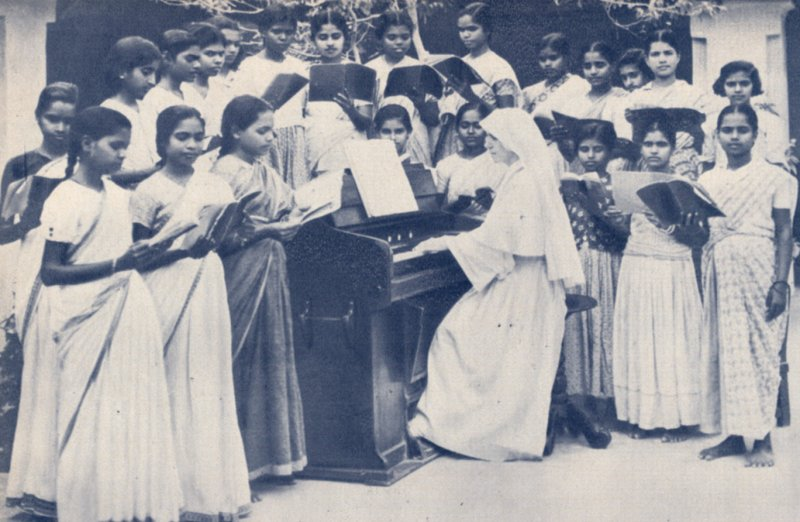
Nữ tu Salêdiêng dạy âm nhạc tại Vellore, Ấn Độ
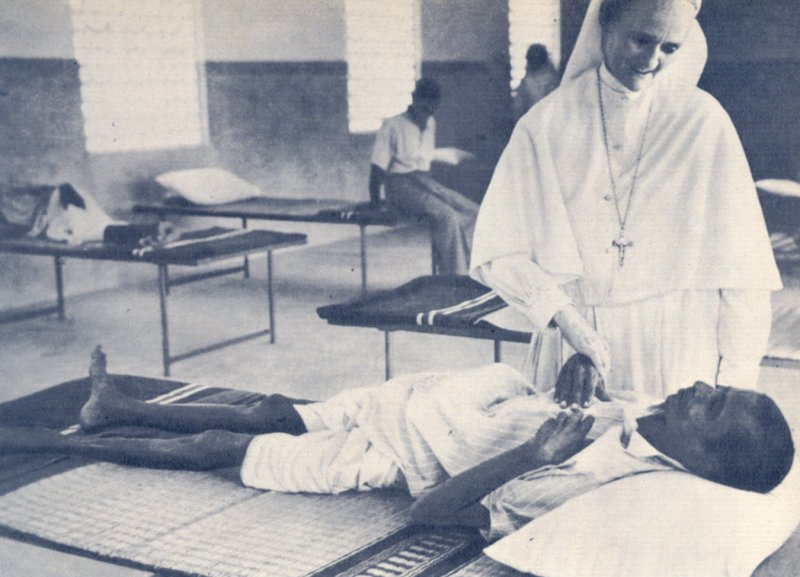
Nữ tu Salêdiêng chăm sóc cho người ốm và nghèo ở Tỉnh Madras, Ấn Độ
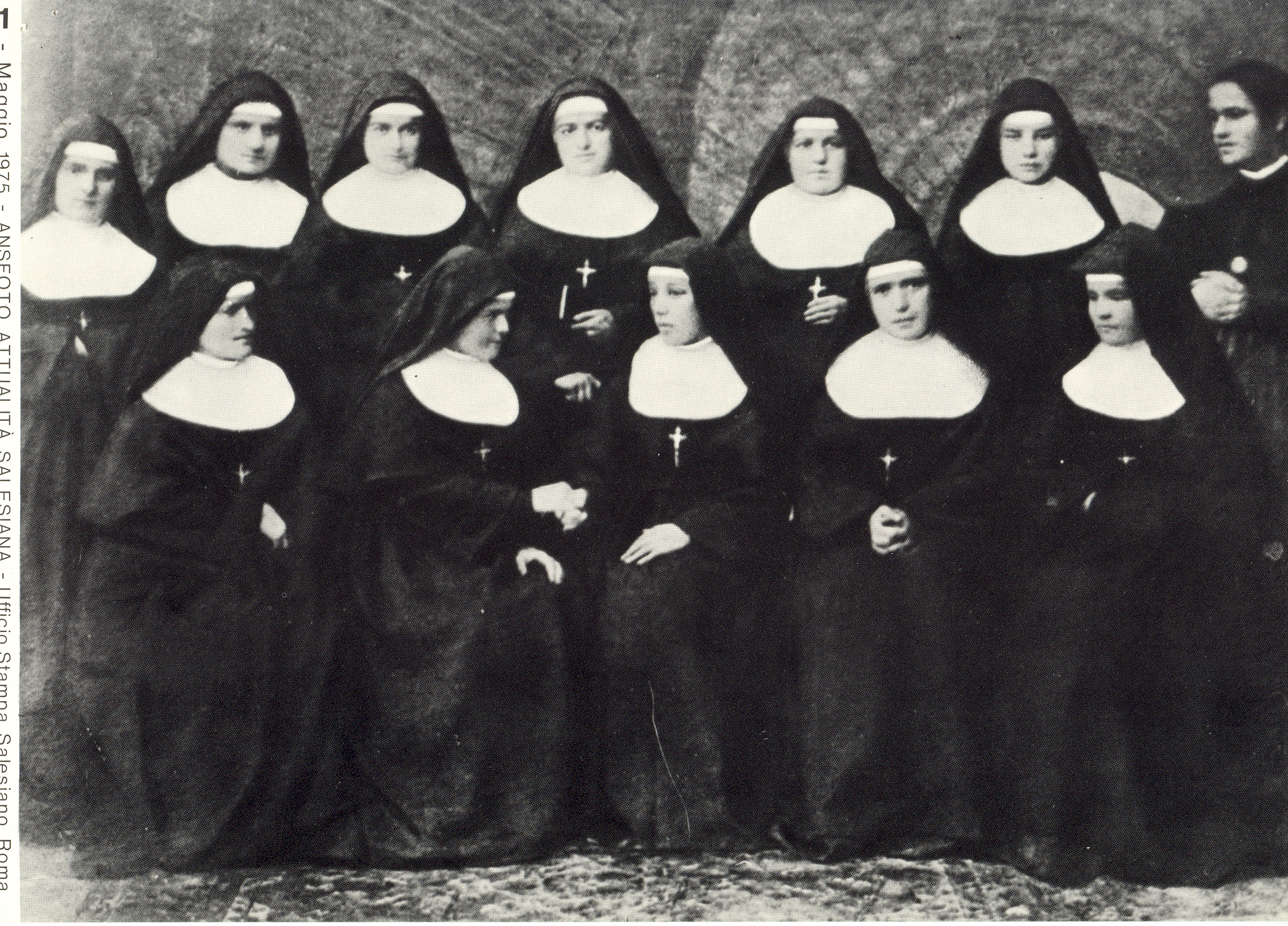
Các nữ tu Salêdiêng, 1879